# CERN Program Library
La Librería de Programas CERN o CERNLIB era un conjunto de bibliotecas y módulos FORTRAN 77, desarrollada en la Organización Europea para Investigación Nuclear (CERN). Sus contenidos variaban desde análisis de datos de física de partículas hasta análisis numérico de propósito general. Las dos aplicaciones más populares basadas en CERNLIB  fueron el software Mesa de Trabajo para Análisis Físico (PAW) y el sistema de simulación y detección GEANT, ambos parte de la Librería de Programas CERN.
Algunos de los campos más importantes cubriertos por las bibliotecas dentro de CERNLIB eran:
- Información sobre partículas elementales
- Gráficos
- Histogramas
- I/O y almacenamiento de datos estructurado
- Análisis numérico
- Estadística y análisis de datos
- Simulación de detectores y generación de eventos hadrónicos.

La librería de programas CERN utilizaba el año como número de versión, sin revisiones menores explícitas denotadas dentro de un año. Además de la dependencia de software en desuso, para aplicaciones más nuevas escritas en C++, CERNLIB ha sido reemplazado por ROOT.

## Estatus
El desarrollo y soporte para CERNLIB paró en 2003. Las librerías aún están disponibles sin ediciones adicionales y "para siempre" en el sitio web CERNLIB pero sin código nuevo, ningún soporte de usuario y sin puertos a IA-64. 